# Marie-Thérèse Walter

Marie-Thérèse este un model pentru pictura lui Picasso Visul, 1932.

Marie-Thérèse Walter (născută pe 13 iulie 1909 – decedată pe 20 octombrie 1977) a fost o metresă franceză ce i-a servit drept model lui Pablo Picasso între anii 1927 și 1935, și mama fiicei lui, Maya Widmaier-Picasso.

## Biografie
Marie-Thérèse Walter s-a născut în Le Perreux, Franța, Europa.